# Distrito electoral de Midvale (condado de Garfield, Nebraska)
Midvale (en inglés: Midvale Precinct) es un distrito electoral ubicado en el condado de Garfield en el estado estadounidense de Nebraska. En el Censo de 2010 tenía una población de 104 habitantes y una densidad poblacional de 0,96 personas por km².

## Geografía
Midvale se encuentra ubicado en las coordenadas 41°47′45″N 98°59′58″O / 41.79583, -98.99944. Según la Oficina del Censo de los Estados Unidos, Midvale tiene una superficie total de 108.32 km², de la cual 108.31 km² corresponden a tierra firme y (0.01%) 0.01 km² es agua.

## Demografía
Según el censo de 2010, había 104 personas residiendo en Midvale. La densidad de población era de 0,96 hab./km². De los 104 habitantes, Midvale estaba compuesto por el 99.04% blancos, el 0% eran afroamericanos, el 0% eran amerindios, el 0.96% eran asiáticos, el 0% eran isleños del Pacífico, el 0% eran de otras razas y el 0% pertenecían a dos o más razas. Del total de la población el 0% eran hispanos o latinos de cualquier raza.